# 百獣大戦グレートアニマルカイザー
百獣大戦グレートアニマルカイザー（ひゃくじゅうたいせんグレートアニマルカイザー）は、バンダイおよびバンダイナムコゲームスが2012年7月下旬に稼動を開始したデータカードダス作品。2011年で稼動を終了した「百獣大戦アニマルカイザー」のアッパーバージョンでもある（ただし、前作のカードを使用することはできない）。21.5インチの大型液晶、ICカードリーダーを2箇所、業務用基板「ES2 PLUS」搭載した新型筐体での稼動となる。2013年7月11日より『百獣大戦グレートアニマルカイザーゴッド』にリニューアル、2014年に『百獣大戦グレートアニマルカイザービッガー』にリニューアルした。

## 概要
前シリーズと違い、2匹対2匹のタッグマッチになっていて、メインとなって戦う動物を呼び出す「ファイターカード」、追撃やガードなどでファイターをサポートする「フレンドカード」、大自然の力を借りて攻撃する「ミラクルカード」を組み合わせてプレイするが、カードが無くても遊ぶことは出来る。
ファイターカード
赤いカード。その動物が持つ３種類の技と、アタック・マルチ・ディフェンスの何れかのタイプ、種族などが書かれている。また動物によっては「特殊能力」を持つものもいる。フレンドとの組み合わせによっては「タッグ」ボーナスとして攻撃力や体力が上がったり、複数の動物が協力して繰り出す「X技」が使える場合もある。
フレンドカード
黄色いカード。組み合わせるとファイターの技のいずれかを「友情強化」できる。ファイターの得意技を強化すると「友情奥義」となり攻撃力が大幅に上がる。また殆どのフレンドが「オタスケ能力」を持ち、ゲームの進行に影響を与える。これとは別に「特殊能力」を持つものもある。
ミラクルカード
青いカード。ファイターのタイプと相性を合わせると、相手に与えるダメージが大きくなる。カードによってはゲームの進行に影響を与える「ミラクル効果」や動物の能力が上がる「オーラ」がある。
ビッガーカード
緑色のカード。「グレートアニマルカイザービッガー」から登場した、「ビッガーメカ」という乗り物を呼び出す。ビッガーメカによって発進する条件が異なる。ビッガーメカが発進すると、ファイターはそれに乗り込み、ゲーム画面ではファイターの代わりにビッガーメカが技を出す。
そのほか、記録用のICカードを併用することによって、キャラクターを強化していくことができる。
ICカード
ゲーム機からは払い出されない、プレイ結果を記録するための別売りのカード。ICカードを併用してゲームをプレイすると、使用したファイターカード・フレンドカードの種族毎に経験値が溜まり、レベルが上がっていく。レベルが上がると、攻撃力や体力が上乗せされるほか、得意技やガードなどの発生確率が変化し、プレイを有利に進めることができる。また、モバイル専用サイト（後述）にICカードを登録することにより、キャラクターを強化する「プレゼント」を受け取ることができる。
ゴッド1弾からは、ミッションをクリアすることでゲットできるお助けキャラ「守護霊」がICカードに記録されるようになった。
また、ビッガー6弾からは「百本勝負」モードの戦歴も記録されるようになった。

## リリース
- 2012年07月 - 第1弾「ヒーロー大集結!」稼働
- 2012年10月 - 第2弾「閃光!きたぜ白騎士（ホワイトナイツ）!!」稼働
- 2013年01月 - 第3弾「出陣!武者アニマル!!」稼働
- 2013年03月 - 第3弾SP「カバ殿のおなり〜!!」稼働
- 2013年05月 - 第4弾「轟誕!七人のカイザー!!」稼働
- 2013年07月 - ゴッド1弾「超激突!マシンと守護霊と新たな勇者（ヒーロー）」稼働
- 2013年09月 - ゴッド2弾「今、立ち上がる!鋼鉄の巨人」稼働
- 2013年11月 - ゴッド3弾「敵か味方か?!謎の黒獅子!!」稼働
- 2014年01月 - ゴッド4弾「燃えよ!格闘軍団!」稼働
- 2014年03月 - ゴッド5弾「ズバッ!シノビアニマルVS幻妖斎」稼働
- 2014年05月 - ビッガー1弾「いま、はじまる!巨大（ビッガー）バトル!!」稼働
- 2014年07月 - ビッガー2弾「ギャース!ついに出た恐竜軍団!!」稼働
- 2014年09月 - ビッガー3弾「ガオー!!恐竜三勇士めざめる!!」稼働
- 2014年11月 - ビッガー4弾「地球が!地球が!大ピンチ!!」稼働
- 2015年01月 - ビッガー5弾「恐怖!Dr.モルの改造アニマル軍団」稼働
- 2015年03月 - ビッガー6弾「ハロー!ぼくカバ千代」稼動
- 2015年06月 - ビッガー7弾「動物対植物 勝つのはどっちだ!」稼働
- 2015年09月 - 「激闘編」稼働
- 2015年12月 - 「激闘編Ⅱ」稼働 ※ゲーム内容に変更はなく、カードのみの新弾
- 2016年08月 - 稼働終了

## 登場する動物たち
「グレートアニマルカイザー」に登場する動物は、いわゆる一般的な動物と、名前や性格設定がつけられキャラクター化された個体が存在する。
また、動物はその種類や特徴などによって8つの種族に分けられている。

### キバ族
ネコ科
- ライオン
  - 「ライアン（オリオンJr.）」 第1弾からの主人公。赤い鬣の子ライオン。
    - 「本気ライアン（オリオンJr.）」 第2弾でライアンがカイザーオリオンから授かった腕輪でパワーアップした姿。
    - 「ファイアーライアン」 第3弾でライアンが成長した姿。
    - 「カイザーライアン」 ライアンの第4弾での姿。悪魔アニマル討伐後は旅に出る。

  - 「お金持ちライオン」 3弾SP限定カードで登場したキャラクター
  - 「カイザーオリオン」 旧作最終弾時には子供だったオリオンが、第1弾時に主人公ライアンの父親として登場。
  - 「アクセル」 ゴッド1弾からの主人公。
    - 「全開アクセル」 アクセルがゴッド2弾でカイザーライアンとカイザーボルトから授かった腕輪でパワーアップした姿。
    - 「マッハアクセル」
    - 「弾丸アクセル」
    - 「カイザーアクセル」
    - 「ゴッドアクセル」

  - 「ゴルザード」
  - 「デスゴルザード」
  - 「カイザーレグルス」旧作でオリオンの親友だったレグルスが、大人になり「ダークフォース」のボスとしてゴッド3弾に登場。
  - 「ゴッド王」 アクセルの父。通常排出のカードには存在せず、小学館のムック付録及び店舗大会でのプロモーションのみ。
  - 「巨大ライオン」 ゴッド4弾のキャンペーンカードのキャラクター。体が通常の倍ほどの大きさになっている。
  - 「シシワカ」ビッガー1弾からの主人公。
    - 「シシワカ（Wギア）」
    - 「闘魂シシワカ」
    - 「カイザーシシワカ」 シシワカのビッガー5弾での姿。
    - 「シシワカ・ザ・ビッガー」
    - 「究極シシワカ」
- バーバリライオン ※キャラクター付けのされていないバーバリライオンそのもののカードは存在しない。
  - 「ガレオン」
- ベンガルトラ
  - 「クロガネ」
- ホワイトタイガー
  - 「居合いのイチ」「カバ千代軍団」の一員。
- シベリアトラ ※キャラクター付けのされていないシベリアトラそのもののカードは存在しない。
  - 「ボルト（ジークJr.）」ライアンの親友でライバル。前作に登場したジークの息子らしい。
    - 「真剣ボルト（ジークJr.）」2弾でボルトがカイザーオリオンから授かった腕輪でパワーアップした姿。
    - 「サンダーボルト」第3弾でボルトが成長した姿。
    - 「カイザーボルト」ボルトの第4弾での姿。悪魔アニマル討伐後は旅に出る。

  - 「メッスール元帥」「銀河侵略軍団」の一員。
- ライガー ※キャラクター付けのされていないライガーそのもののカードは存在しない。
  - 「カイザーアポロン」
- チーター
  - 「タッチー」「カバ千代軍団」の一員。
- キングチーター ※キャラクター付けのされていないキングチーターそのもののカードは存在しない。
  - 「カイザーキングチーター」
- ヒョウ
- クロヒョウ
  - 「コジロウ」「武者軍団」の一員。
- ユキヒョウ
- サーベルタイガー
  - 「フォボス」「悪魔四天王」の一員。デイモスの兄。第3弾のボスアニマル。第4弾でカード化された。
  - 「デイモス」「悪魔四天王」の一員。フォボスの弟。第3弾のボスアニマル。第4弾でカード化された。

イヌ科
- リカオン
  - 「お金持ちリカオン」 3弾SP限定カードで登場したキャラクター
- ヨコスジジャッカル
- ヨーロッパオオカミ
  - 「シュナイダー」 騎士の国から来た「ホワイトナイツ」のリーダー。
  - 「お金持ちオオカミ」 3弾SP限定カードで登場したキャラクター
  - 「シュバルツJr.」 「ダークフォース」の一員。
- ニホンオオカミ ※キャラクター付けのされていないニホンオオカミそのもののカードは存在しない。
  - 「ツキカゲ」「シノビ軍団」の頭領。
- ダイアウルフ ※キャラクター付けのされていないダイアウルフそのもののカードは存在しない。
  - 「ハウザー」「脱獄軍団」のボス。
- キタキツネ ※キャラクター付けのされていないキタキツネそのもののカードは存在しない。
  - 「コン助」「シノビ軍団」の一員。
- ホンドタヌキ ※キャラクター付けのされていないホンドタヌキそのもののカードは存在しない。
  - 「タヌ吉」「シノビ軍団」の一員。
- パグ ※キャラクター付けのされていないパグそのもののカードは存在しない。
  - 「ベンケイ」 シシワカの育ての親であり、トレーナーのパグ犬。
    - 「必勝ベンケイ」
    - 「橫綱ベンケイ」
    - 「ベンケイ親方」
    - 「植物ベンケイ」

ハイエナ
- ブチハイエナ
  - 「スペード」「脱獄軍団」の一員。

肉食有袋類
- フクロオオカミ

マシンアニマル
- マシンライオンシリーズ
  - 「暴走マシンライオン」 暴走化したライオン型ロボット。
  - 「マシンライオン・HG-X」
- マシンタイガーシリーズ
  - 「マシンタイガー・EX-Z」「暴走マシン軍団」のボス。

その他
- 「どんちゃん」太鼓の達人とのコラボレーションキャラクター。
- 「かっちゃん」太鼓の達人とのコラボレーションキャラクター。
- 「No.00」「改造動物軍団」の一員。既知の動物をモデルにしていない、ライオンに酷似した液体メタル生物。
- 「ジャンゴルモア」「植物軍団」のリーダー。既知の動物をモデルにしていない、龍のような頭部を持つ植物生命体。

### メガトン族
サイ
- インドサイ
  - 「お金持ちインドサイ」 3弾SP限定カードで登場したキャラクター
  - 「ザイック軍曹」「格闘軍団」の一員。
- シロサイ
  - 「シンゲン」「武者軍団」の一員。

ゾウ
- インドゾウ
  - 「ルシファー」「ダークフォース」の一員。
- アフリカゾウ
  - 「マキシム」「ホワイトナイツ」の一員。
  - 「カイザーマックス」先代ホワイトナイツのリーダーで、マキシムの父親。
  - 「お金持ちアフリカゾウ」 3弾SP限定カードで登場したキャラクター
  - 「シルベス太郎」「カバ千代軍団」の一員。
  - 「植物アフリカゾウ」
- マンモス
  - 「ギガントス」「悪魔四天王」の一員。第2弾のボスアニマル。第3弾でカード化された。
  - 「マンモス和尚」

キリン
- アミメキリン
  - 「パーシバル」「ホワイトナイツ」の一員。
  - 「お金持ちアミメキリン」 3弾SP限定カードで登場したキャラクター
- マサイキリン ※キャラクター付けのされていないマサイキリンそのもののカードは存在しない。
  - 「エース」「脱獄軍団」の一員。

カバ
- カバ ※キャラクター付けのされていないカバそのもののカードは存在しない。
  - 「カバ太郎」
    - 「お金持ちカバ太郎」 3弾SP限定カードで登場したキャラクター
    - 「巨大カバ太郎」ゴッド4弾のキャンペーンカードのキャラクター。体が通常の倍ほどの大きさになっている。

  - 「カバ二郎」
    - 「お金持ちカバ二郎」 3弾SP限定カードで登場したキャラクター

  - 「カバ三郎」
    - 「お金持ちカバ三郎」 3弾SP限定カードで登場したキャラクター
    - 「カイザーカバ三郎」

  - 「カバ殿」「武者軍団」の殿。
  - 「カバ黄門」「武者軍団」の黄門。
  - 「カバ零郎」
  - 「カバ千代」「カバ千代軍団」のリーダー。
    - 「植物カバ千代」

角竜類
- スティラコサウルス
- トリケラトプス
  - 「ドドルゴ」「恐竜三勇士」の一員。
  - 「植物トリケラトプス」

その他
- 「ジ・エンド」「銀河侵略軍団」のリーダー。既知の動物をモデルにしていない、ドラゴンのような宇宙生物。

### ワイルド族
ウシ科
- オーロックス ※キャラクター付けのされていないオーロックスそのもののカードは存在しない。
  - 「アルゴル」「悪魔四天王」の一員。第1弾のボス。第2弾でカード化された。
    - 「植物アルゴル」
- ヨーロッパバイソン
  - 「バイソン組長」
- アフリカスイギュウ
- ホルスタイン
  - 「クダイタル大将」「銀河侵略軍団」の一員。

クマ
- ヒグマ
  - 「ランスロット」 「ホワイトナイツ」の一員。
  - 「クラスキー」 くら寿司とのコラボレーションキャラクター。くら寿司の店員の服（青い帽子）を着たヒグマ。
  - 「スシスキー」 くら寿司とのコラボレーションキャラクター。くら寿司の店員の服（白い帽子）を着たヒグマ。
- ツキノワグマ
  - 「マサムネ」 東方の島国から来た「武者軍団」のリーダー。
  - 「マサさん」 マサムネが、カバ黄門の旅のお伴になった姿。
- ホッキョクグマ
  - 「お金持ちホッキョクグマ」 3弾SP限定カードで登場したキャラクター
  - 「オーガンJr.」 「ダークフォース」の一員。
- ジャイアントパンダ
- グリズリー ※キャラクター付けのされていないグリズリーそのもののカードは存在しない。
  - 邪拳王「レオナルド」ゴッド4弾のボス。
    - 「植物レオナルド」

  - 「ゴエモン」「シノビ軍団」の一員。

カンガルー
- アカカンガルー
  - 「お金持ちカンガルー」 3弾SP限定カードで登場したキャラクター
  - 「一八」「かずはち」と読む。放浪の格闘家。
    - 「一八’（ダッシュ）」一八のゴッド1弾以降の姿。
    - 格闘王「一八」「格闘軍団」のリーダー。

  - 「植物アカカンガルー」
- オグロワラビー

霊長類
- ローランドゴリラ
  - 「カイザージャンボ」
  - 「マスク・ド・ジャンボ」「格闘軍団」の一員。
  - 「ハンゾウ」「シノビ軍団」の一員。
  - 「バサラ」「魔忍」の一員。青いローランドゴリラの体に鬼の魂が宿ったもの。
  - 「アギラ」「魔忍」の一員。赤いローランドゴリラの体に鬼の魂が宿ったもの。
  - 「アラシュタイン中尉」「銀河侵略軍団」の一員。
  - 「ラリゴ十三」「カバ千代軍団」の一員。
  - 「植物ローランドゴリラ」
- オランウータン
  - 「巨大オランウータン」ゴッド4弾のキャンペーンカードのキャラクター。体が通常の倍ほどの大きさになっている。
- ジャワ原人 ※キャラクター付けのされていないジャワ原人そのもののカードは存在しない。
  - 「ドゴル・ドゴロ」第4弾のボス。
- 雪男「次世代ワールドホビーフェア’14 Winter」で配布されたカードでのみ登場するキャラクター。

獣脚類
- スピノサウルス
  - 「ジェロニモ」「恐竜軍団」のリーダー。
- ティラノサウルス
  - 「グラディオス」「恐竜三勇士」のリーダー。
    - 「植物グラディオス」
- アロサウルス
- ゴルゴサウルス

堅頭竜類
- パキケファロサウルス

齧歯類
- モルモット ※キャラクター付けのされていないモルモットそのもののカードは存在しない。
  - 「Dr.モル」「改造動物軍団」のリーダー。
    - 「植物Dr.モル」
- カピバラ
  - 「エスパー原田（兄）」「改造動物軍団」の一員。
  - 「エスパー原田（弟）」「改造動物軍団」の一員。

シカ
- ヘラジカ

マシンアニマル
- マシンカンガルーシリーズ
  - 「暴走マシンカンガルー」
- マシンコングシリーズ
  - 「暴走マシンコング」
  - 「マシンコング・HG」

### レイケツ族
ヘビ
- インドコブラ
  - 「お金持ちインドコブラ」 3弾SP限定カードで登場したキャラクター
  - 「ハート」「脱獄軍団」の一員。
- キイロアナコンダ
- サンゴヘビ
  - 「サンゴ師匠」
- ガラガラヘビ
- キングコブラ
  - 「植物キングコブラ」
- ブルーコーラルスネーク
- ツチノコ 第3弾SPにおいて、ゲーム中にランダムに現れた隠しキャラ。倒すとプレゼントがもらえる。

ワニ
- ナイルワニ
  - 「お金持ちナイルワニ」 3弾SP限定カードで登場したキャラクター
- ガンジスガビアル
- アメリカアリゲーター

両生類
- アホロートル
  - 「カイザーウーパー先輩」
  - 「ウパ山」「カバ千代軍団」の一員。
- オオサンショウウオ

カメ
- ミドリガメ ※キャラクター付けのされていないミドリガメそのもののカードは存在しない。
  - 「ミドリガメ老師」 「格闘軍団」の一員。
- トゲヤマガメ
- ワニガメ
  - 「植物ワニガメ」
- マタマタ

トカゲ
- コモドドラゴン
  - 「ジョーカー」「脱獄軍団」の一員。
    - 「植物ジョーカー」

盤竜類
- ディメトロドン

### マリン族
サメ
- ホホジロザメ
  - 「カイザーブルー」
  - 「お金持ちホホジロザメ」 3弾SP限定カードで登場したキャラクター
  - 「カイザーコバルト」
- ノコギリザメ
  - 「キラーK」「改造動物軍団」の一員。
- ミツクリザメ
  - 「ミッチー」「カバ千代軍団」の一員。
- アカシュモクザメ
- シロワニ
- ジンベエザメ

エイ
- オオノコギリエイ
  - 「ブッタギル大佐」「銀河侵略軍団」の一員。
- オニイトマキエイ
  - 「お金持ちオニイトマキエイ」 3弾SP限定カードで登場したキャラクター
- ガンギエイ
- ヤマトシビレエイ

ウニ
- アカウニ
- ムラサキウニ
  - 「巨大ムラサキウニ」ゴッド4弾のキャンペーンカードのキャラクター。体が通常の倍ほどの大きさになっている。
- ガンガゼ

硬骨魚
- バショウカジキ
  - 「スイオウマル」「武者軍団」の一員。
  - 「スイさん」スイオウマルが、カバ黄門の旅のお伴になった姿。
- チョウチンアンコウ
  - 「ミスターアンコウ」
- ハリセンボン
- ピラニア
- ミノカサゴ
- チンアナゴ
- ニシキアナゴ
- マンボウ
- デンキウナギ
  - 「植物デンキウナギ」

板皮魚
- ダンクレオステウス

海生哺乳類
- シロナガスクジラ
- ザトウクジラ
- マッコウクジラ
- シャチ
- イッカク
  - 「ガイロス」「ダークフォース」の一員。
  - 「ニカク師匠」
- ジュゴン
  - 「植物ジュゴン」
- バンドウイルカ

海生爬虫類
- イクチオサウルス
  - 「トンガ」「恐竜軍団」の一員。

古代節足動物
- オレノイデス
  - 「三葉虫大帝」

マシンアニマル
- マシンシャークシリーズ
  - 「暴走マシンシャーク」
  - 「マシンシャーク・HG」
- マシンホエールシリーズ
  - 「マシンホエール・EX-Σ」
    - 「植物マシンホエール」

### ツバサ族
飛べる鳥類
- ハクトウワシ
  - 「カイザーイカロス」
  - 「お金持ちハクトウワシ」 3弾SP限定カードで登場したキャラクター
  - 「カイザーダイダロス」
- ハヤブサ
- アメリカワシミミズク
- コンドル
  - 「シャッフル」「脱獄軍団」の一員。
- イヌワシ
  - 「バルキリー」「ホワイトナイツ」の一員。
  - 「ダグラス」「ダークフォース」の一員。
  - 「幻妖斎」ゴッド5弾のボス妖怪。
    - 「植物幻妖斎」
- ダルマワシ
- オオサイチョウ
- 始祖鳥

コウモリ
- ナミチスイコウモリ
  - 「お金持ちナミチスイコウモリ」 3弾SP限定カードで登場したキャラクター
  - 「コワース軍曹」
  - 「植物ナミチスイコウモリ」
- ハイガシラオオコウモリ
  - 「メフィスト」「悪魔四天王」の一員。
- ウサギコウモリ

翼竜
- プテラノドン
  - 「ギギル」「恐竜三勇士」の一員。

マシンアニマル
- マシンイーグルシリーズ
  - 「暴走マシンイーグル」
  - 「マシンイーグル・HG」

### ドクムシ族
ハチ
- オオスズメバチ
  - 「お金持ちオオスズメバチ」 3弾SP限定カードで登場したキャラクター
- キムネクマバチ
- ヨーロッパアシナガバチ

サソリ
- レッドクロースコーピオン
  - 「植物レッドクロースコーピオン」
- ジャイアントデスストーカー
- ストライプバークスコーピオン
  - 「巨大ストライプバークスコーピオン」 ゴッド4弾のキャンペーンカードのキャラクター。体が通常の倍ほどの大きさになっている。

クモ
- スターバーストタランチュラ
  - 「サシタルゼー少佐」「銀河侵略軍団」の一員。
    - 「植物サシタルゼー」
- コバルトブルータランチュラ
- レッドニータランチュラ

### ムシ族
カブトムシ
- ヘラクレスオオカブト
- コーカサスオオカブト
- カブトムシ
  - 「ムサシ」「武者軍団」の一員。
  - 「お金持ちカブトムシ」 3弾SP限定カードで登場したキャラクター
- ブルーヘラクレス

カマキリ
- オオカマキリ
  - 「疾風のリー」「格闘軍団」の一員。
- ヒシムネカレハカマキリ
  - 「サスケ」「シノビ軍団」の一員。元々はダークフォースの一員だった。
- アフリカメダマカマキリ

クワガタムシ
- ギラファノコギリクワガタ
- オウゴンオニクワガタ
- メタリフェルホソアカクワガタ
- ヨーロッパミヤマクワガタ

## 動物の特殊能力

### 元々の動物が持つ能力
- 「毒」 発動した次のターンに相手の体力が少し減る。ファイターの毒攻撃後に、毒を持ったフレンドが追撃すると相手を「猛毒」状態にして相手の体力を大きく削る。
- 「痺れ」 次のターンに相手のアタックスロットの数字が一段階下がり勝ちやすくなる。ファイターの痺れ攻撃後に痺れを持ったフレンドが追撃すると相手を「メチャ痺れ」させて数字がさらに下がる。
- 「吸血」 攻撃・追撃時に体力が回復する。

### キャラクター付けされた動物が持つ能力
- 「カイザーフラッシュ」 発動すると身体が金色に輝き攻撃力・防御力が上がる。
- 「デビルリボーン」 発動すると外見が骸骨になり防御力が下がるが攻撃力が大きく上がる。悪魔四天王が持っている特殊能力。
- 「真・デビルリボーン」 デビルリボーンの効果に加えて、相手の体力を毎ターン少しずつ奪い回復する。悪魔原人「ドゴル・ドゴロ」が持っている特殊能力。
- 「ホワイトバースト」 白猫の姿をした天使が舞い降りて自分の体力を少しずつ回復してくれる。
- 「戦国フィーバー」 発動した次のターンで必ず得意技が出せるようになる。
- 「買収」 「お金の力」で一度だけ相手の攻撃を防ぐ。
- 「お金大スキ」 発動するたびに攻撃力が上がる。お金持ちの動物が持っている特殊能力。
- 「アイアンハート」 「毒」「痺れ」「吸血」の効果を即座に打ち消す。「マシン軍団」が持っている特殊能力。
- 「ゴッドフラッシュ」 カイザーフラッシュの効果に加えて、「守護霊ゲージ」も上がる。
- 「生贄ドレイン」 フレンドを犠牲にして体力を回復し、攻撃力も上がる。
- 「弱点サーチ」 弱点を狙うことで次のターンの攻撃力が上がる。
- 「超電磁ブレイク」 エネルギーをチャージし、チャージが完了する4ターン後に攻撃力がかなり上がる。
- 「地獄の呪い」 発動している状態で相手に攻撃を当てると必ず一撃で倒せる。
- 「バッドバースト」 黒猫の姿をした天使が現れ相手の体力を少しずつ減らす。
- 「ダークバースト」 相手の攻撃力と防御力を下げる。
- 「絶滅宣言」 発動すると必ず強力な技が出せるようになるが、アタックスロットの目が一か八か（最大か最小）になる。
- 「カンフーバースト」 攻撃力が大きく上がる。
- 「獄滅逆十字」 攻撃力が大きく上がり、技が変化する。
- 「忍チェンジ」 攻撃時に「高攻撃力」「『毒』持ち」「『痺れ』持ち」「『吸血』持ち」の何れかのアニマルに変身する。
- 「忍チェンジ・極」 攻撃時に「超高攻撃力」「高攻撃力」「『毒』持ち」「『痺れ』持ち」「『吸血』持ち」の何れかの強いアニマルに変身する。
- 「見切り」 時々相手の攻撃を無効化する。
- 「妖怪のっしりさん」 巨大な石像のような姿の妖怪「のっしりさん」が現れ相手を踏みつけ、1ターン相手の動きを封じる。
- 「死神召喚・デス」 相手に死神が取り付き、その状態で相手の体力をある程度減らすと死神がトドメを刺してしまう。
- 「死神召喚・リバース」 自分が倒れた時に、上記のとは違う死神が現れ一度だけ蘇ることができる。
- 「反則」 バトルが始まってすぐのターンに行き成り先制攻撃を仕掛ける。
- 「ビッガーランチ」 食べ物が目の前に現れて体力を回復できる。
- 「ビッガーランチ・辛口」 カレーライスが現れる。
- 「ビッガーランチ・ソース味」 たこ焼きが現れる。
- 「ビッガーランチ・フルコース」 全てのおかずが現れる。
- 「ゴッドフラッシュ」「攻撃力・防御力」が上がり、「守護霊ゲージ」も溜まる。
- 「神様ヘルプ」 HPがなくなりダウンした時に、雲に乗った守護霊が現れ復活させてくれる。一度しか使えない。
- 「セイザーフラッシュ」 ビッガー2弾のキャンペーンカードの「星座アニマル」が持つ特殊能力。
- 「怒り」「恐竜軍団」が持っている特殊能力。
- 「激怒り」キャラクター付けの恐竜が持っている特殊能力。
- 「プレッシャー」「恐竜三勇士」が持っている特殊能力。相手をビビらせてしまう。三葉虫大帝も持っている。
- 「覚醒」 闘魂シシワカの特殊能力で、発動すると大人の姿に変身する。
- 「時間ストップ」「銀河侵略軍団」の一員が持っている特殊能力。 敵のファイターの時間を停止させる。相手はスロットが最弱の状態でしか止められなくなる。
- 「時間ストップW」 ジ・エンドが持っている特殊能力。敵のファイターに加えて、フレンドの時間も停止させる。
- 「加速回路」「改造動物軍団」が持っている特殊能力。相手に攻撃をした後、加速してさらにもう1回攻撃する。
- 「イケイケソング」「カバ千代軍団」の一員が持っている特殊能力。歌を歌い、「攻撃力」がアップし、さらに「体力」が回復する。
- 「アゲアゲノリノリ」カバ千代が持っている特殊能力。得意技を出すたびに「攻撃力」がアップする。
- 「ヘッドハンティング」「カバ千代軍団」のカバ千代が持っている特殊能力。お金の力で相手のフレンドを味方にする。
- 「くるしみ花粉」「植物軍団」が持っている特殊能力。相手の体力を徐々に減らし、スロットの出目も弱くする。
- 「花粉地獄」「植物軍団」のジャンゴルモアが持っている特殊能力。相手をどんどん弱くする。

## X技
特定のファイターとフレンドの組み合わせで、G・T・Pの通常技の他に「X」が追加され、発動すると二人（もしくは他の軍団メンバー）が協力した、特別な技が発動する。
- 「絶対完全フィニッシュエンド」 ライアンとボルトの組み合わせで発動する。
- 「騎士達による白きストーム」 ホワイトナイツのメンバー同士の組み合わせで発動する。
- 「三兄弟による熱きストーム」 カバ三兄弟のメンバー同士の組み合わせで発動する。
- 「戦国・乱れ舞」 武者アニマルのメンバー同士の組み合わせで発動する。
- 「双子の悪魔・貫きの舞」 フォボスとデイモスの組み合わせで発動する。
- 「起動!マシンベース」 暴走マシンアニマルのメンバー同士の組み合わせで発動する。
- 「合体!キングゴッドロボ」 正義のマシンアニマルのメンバー同士の組み合わせで発動する。
- 「ダーク・暗黒の絆アックス」 ダークフォースのメンバー同士の組み合わせで発動する。
- 「熱血!燃える心の闘魂拳」 格闘軍団のメンバー同士の組み合わせで発動する。
- 「巨ガマ転身・火炎吹き」 シノビアニマルのメンバー同士の組み合わせで発動する。
- 「極悪一家・ワルの極み」 脱獄アニマルのメンバー同士の組み合わせで発動する。
- 「太古のジュラシック気合い拳」 恐竜軍団のメンバー同士の組み合わせで発動する。
- 「破壊と滅亡のクラッシュギア」 銀河侵略動物のメンバー同士の組み合わせで発動する。
- 「地球破壊爆弾・SUPER'ターボ」 改造アニマル軍団のメンバー同士の組み合わせで発動する。
- 「集まれ!千代と愉快な仲間達」 カバ千代親衛隊のメンバー同士の組み合わせで発動する。

## モバイル連動
PC向けの公式サイトとは別に、携帯電話・スマートフォン向けの公式サイト「グレートアニマルカイザーモバイル」が開設されている。会員登録後、ゲームに使用しているICカードを登録することにより、前日のプレイ内容（一部）を確認できる。
また、ゲーム筐体でのプレイ結果やサイト上のミニゲームなどをクリアした結果得られるアイテムを「プレゼント」として、設定した店舗の筐体にデータを送付、その筐体で遊ぶことでICカードにデータを転送し、ゲームのキャラクターを強化することができる。
2014年7月16日を以てサービス終了。

## 主題歌
「グレート!アニマルカイザー!!」
歌:串田アキラ 作詞:NBGI (山本由貴子) 作曲：NBGI (山本由貴子)
「輝け!グレートアニマルカイザーゴッド!」
歌:串田アキラ 作詞:オノダヒロユキ 作曲： NBGI (Jesahm)
「勝利だ!グレートアニマルカイザービッガー!!」
歌:串田アキラ 作詞:オノダヒロユキ 作曲： NBGI (Jesahm)
- 各タイトルごとに（一年ごとに）新しい主題歌が用意され、ゲームのデモ及びバトル中に流れる。

## コラボレーション／キャンペーン
様々なコラボレーションが行なわれ、特製カードが配られた。店舗や施設とのコラボレーションとしては、「くら寿司」「しながわ水族館」、「すみだ水族館」、「東武動物公園」などで期間中に専用キャラクターのカードが配布された。さらに関連商品では乳製品「グルト!」や、バンダイ製の食玩やキャンディ、アイスクリーム、スナック菓子等が発売されている。

## その他
漫画
『百獣大戦グレートアニマルカイザー』
コロコロイチバン!誌上にて、2012年11月号より2015年5月号まで、杉谷和彦による漫画が連載された。
『おっす！グレートアニマルカイザーゴッド』『おっす！グレートアニマルカイザービッガー』
てれびくん誌上にて、2013年9月号より、出水ぽすかによる4コマ漫画が連載された。